# Nyklův mlýn
Nyklův mlýn v Janovicích u Dlouhé Vsi v okrese Klatovy je vodní mlýn, který stojí na Divišovském potoce. Je chráněn jako nemovitá kulturní památka České republiky.

## Historie
Mlýn staršího založení byl radikálně přestavěn v polovině 19. století.

## Popis
Mlýn je tvořen třemi stavbami, které na sebe vzájemně navazují. Na obytné stavení ze severu navazuje stodola, kolna přiléhá kolmo k východnímu průčelí stodoly. Zčásti roubená, částečně zděná budova mlýna s pavláčkou má polovalbovou střechu.
Na jih od mlýna se nacházel rybník, ze kterého vedl náhon.